# ويليام بيرس (سياسي أمريكي)
ويليام بيرس (بالإنجليزية: William Pierce)‏ هو سياسي أمريكي، ولد في 1740 في جورجيا في الولايات المتحدة، وتوفي في 1789 في سافانا في الولايات المتحدة. انتخب عضو مجلس نواب جورجيا.